# Лиепая (район)
Лиепая (на латвийски: Liepājas rajons) е район в най-западната част на Латвия. Административен център е град Лиепая. Населението на района е 46 609 души, а територията е 3593 km2. Районът граничи с Балтийско море на запад, Салдус и Кулдига на изток, Литва на юг и с Вентспилс на север.

## Градове
- Айзпуте
- Дурбе
- Гробиня
- Павилоста
- Приекуле